# Eleição municipal de Bacabal em 2020
A eleição municipal de Bacabal em 2020 foi realizada para eleger um prefeito, um vice-prefeito e 17 vereadores no município de Bacabal, no estado brasileiro do Maranhão. O processo eleitoral de 2020 foi marcado pela sucessão para o cargo ocupado pelo atual prefeito Edvan Brandão, do PDT, que encontrava-se apto para concorrer à reeleição.
7 candidatos disputaram a prefeitura municipal de Bacabal, decidida logo no primeiro turno com a reeleição de Edvan Brandão para mais 4 anos de mandato. Graciete Lisboa, do MDB, foi eleita vice na chapa. O candidato do PDT recebeu 26.446 votos, contra 18.641 de Expedito Júnior (Solidariedade). Houve ainda 1.205 votos brancos, 1.953 nulos e 10.669 abstenções.
Entre os vereadores, o mais votado foi Manuel da Concórdia (PDT), que teve 2.003 votos. O PDT elegeu ainda a maior bancada na Câmara de Vereadores (5 no total).

## Antecedentes
Eleito vereador em 2012 pelo PP e reeleito em 2016 pelo PSC, Edvan Brandão assumiu a prefeitura de Bacabal de forma interina em junho de 2018, quando José Vieira Lins (PP), que havia sido eleito para o cargo em 2016, foi condenado por improbidade administrativa e enriquecimento ilícito e teve seus direitos políticos suspensos, sendo substituído por Roberto Costa (PMDB), o segundo mais votado. Uma eleição suplementar foi disputada em outubro de 2018 juntamente com o 2º turno das eleições presidenciais, que terminou vencida por Edvan Brandão.

## Contexto político e pandemia
As eleições municipais de 2020 estão sendo marcadas, antes mesmo de iniciada a campanha oficial, pela pandemia do coronavírus SARS-CoV-2 (causador da COVID-19), o que está fazendo com que os partidos remodelem suas metodologias de pré-campanha. O Tribunal Superior Eleitoral (TSE) autorizou os partidos a realizarem as convenções para escolha de candidatos aos escrutínios por meio de plataformas digitais de transmissão, para evitar aglomerações que possam proliferar o vírus. Alguns partidos recorreram a mídias digitais para lançar suas pré-candidaturas.
Além disso, a partir deste pleito, será colocada em prática a Emenda Constitucional 97/2017, que proíbe a celebração de coligações partidárias para as eleições legislativas, o que pode gerar um inchaço de candidatos ao legislativo. Conforme reportagem publicada pelo jornal Brasil de Fato em 11 de fevereiro de 2020, o país poderá ultrapassar a marca de 1 milhão de candidatos a prefeito, vice-prefeito e vereador neste escrutínio, o que não seria necessariamente bom, na opinião do professor Carlos Machado, da UnB (Universidade de Brasília): “Temos o hábito de criticar de forma intensa a coligação partidária, sem parar para refletir sobre os elementos positivos dela. O número de candidatos que um partido pode apresentar numa eleição, varia se ele estiver dentro de uma coligação, porque quando os partidos participam de uma coligação, eles são considerados como um único partido", afirmou Machado na reportagem.

## Candidatos
| Nº | Candidato             | Partido       | Candidato a vice       | Cargos relevantes ou profissão         | Coligação                                                                    | Tempo no horário eleitoral |
| -- | --------------------- | ------------- | ---------------------- | -------------------------------------- | ---------------------------------------------------------------------------- | -------------------------- |
| 12 | Edvan Brandão         | PDT           | Graciete Lisboa (MDB)  | Prefeito (2018–), Vereador (2013–2018) | "Quem Ama, Trabalha" (PDT, MDB, PT, PSC, PL e PP)                            |                            |
| 17 | Leynha Oliveira       | PSL           | Marcelo Cassiano (PMN) | Pedagoga                               | "Bacabal, Levanta-te e Resplandece" (PSL e PMN)                              |                            |
| 19 | Bento Vieira          | PODE          | Ilson Santos (PODE)    | Advogado                               | Partido não coligado                                                         |                            |
| 27 | Jansen Penha          | DC            | Socorrinha (DC)        | Técnico em agronomia                   | Partido não coligado                                                         |                            |
| 45 | Dr. Linaldo Albino    | PSDB          | Fátima Vieira (PSDB)   | Vereador (2005–2008)                   | "Vai dar Tudo Certo" (PSDB e Patriota)                                       |                            |
| 50 | Bartolomeu dos Santos | PSOL          | Welyson Lima (PSB)     | Vendedor                               | "Na Luta, a Cidade Muda" (PSOL e PSB)                                        |                            |
| 77 | Expedito Júnior       | Solidariedade | Coronel Egídio (DEM)   | Advogado                               | "A Justiça que o Povo Quer" (Solidariedade, DEM, PROS, PCdoB e Republicanos) |                            |

## Resultados

### Prefeito
| Candidato(a)           | Candidato(a)                    | Vice                   | 1º turno 15 de novembro de 2020 | 1º turno 15 de novembro de 2020 |
| Candidato(a)           | Candidato(a)                    | Vice                   | Total                           | Porcentagem                     |
| ---------------------- | ------------------------------- | ---------------------- | ------------------------------- | ------------------------------- |
|                        | Edvan Brandão (PDT)             | Graciete Lisboa (MDB)  | 26.446                          | 55,02%                          |
|                        | Expedito Júnior (Solidariedade) | Coronel Egídio (DEM)   | 18.641                          | 38,78%                          |
|                        | Leynha Oliveira (PSL)           | Marcelo Cassiano (PMN) | 1.348                           | 2,80%                           |
|                        | Bento Vieira (PODE)             | Ilson Santos (PODE)    | 519                             | 1,08%                           |
|                        | Dr. Linaldo Albino (PSDB)       | Fátima Vieira (PSDB)   | 519                             | 1,08%                           |
|                        | Jansen Penha (DC)               | Socorrinha (DC)        | 300                             | 0,62%                           |
|                        | Bartolomeu dos Santos (PSOL)    | Welyson Lima (PSB)     | 294                             | 0,61%                           |
| Total de votos válidos | Total de votos válidos          | Total de votos válidos | 48.067                          | 93,84%                          |
| → Votos em branco      | → Votos em branco               | → Votos em branco      | 1.205                           | 2,35%                           |
| → Votos nulos          | → Votos nulos                   | → Votos nulos          | 1.953                           | 3,81%                           |
| Total de votos         | Total de votos                  | Total de votos         | 51.225                          | 100%                            |
| Abstenções             | Abstenções                      | Abstenções             | 10.669                          | 17,24%                          |
| Total de inscritos     |                                 |                        |                                 |                                 |

## Vereadores eleitos
| Candidato eleito       | Partido       | Votação | Porcentagem | Cidade onde nasceu           | Unidade federativa |
| Manuel da Concórdia    | PDT           | 2.003   | 4,08%       | Lago da Pedra                | Maranhão           |
| Serafim Reis           | MDB           | 1.680   | 3,42%       | Bacabal                      | Maranhão           |
| Valdivan da Bela Vista | PDT           | 1.637   | 3,33%       | Bacabal                      | Maranhão           |
| Reginaldo do Posto     | PDT           | 1.425   | 2,90%       | Bacabal                      | Maranhão           |
| Alberto Sobrinho       | PSC           | 1.323   | 2,69%       | Bacabal                      | Maranhão           |
| Fernando da Luziana    | PDT           | 1.299   | 2,64%       | Bacabal                      | Maranhão           |
| Melquíades             | MDB           | 1.144   | 2,33%       | Bacabal                      | Maranhão           |
| Anderson Viana         | PL            | 2.854   | 2,33%       | Bacabal                      | Maranhão           |
| Natália Duda           | MDB           | 1.143   | 2,33%       | Bacabal                      | Maranhão           |
| Professor Markim       | PSC           | 1.132   | 2,30%       | Bacabal                      | Maranhão           |
| Dedê da Trizidela      | PSC           | 1.117   | 2,27%       | Bacabal                      | Maranhão           |
| Alex Abreu             | Republicanos  | 968     | 1,97%       | Bacabal                      | Maranhão           |
| Feitosa                | Solidariedade | 871     | 1,77%       | Bacabal                      | Maranhão           |
| Venãncio do Peixe      | PDT           | 845     | 1,72%       | Bacabal                      | Maranhão           |
| Regilda Santos         | PL            | 778     | 1,58%       | Altamira do Maranhão         | Maranhão           |
| Professor Gusmão       | Solidariedade | 684     | 1,39%       | São Luís Gonzaga do Maranhão | Maranhão           |
| Maurício Silva         | PROS          | 668     | 1,36%       | Bacabal                      | Maranhão           |